# Balfour Stewart
Balfour Stewart (Edimburgo, 1 de noviembre de 1828 - Ballymagarvey, Irlanda, 19 de diciembre de 1887) fue un físico escocés. Realizó estudios sobre la radiación del calor, meteorología y magnetismo terrestre.

## Biografía
Asistió a la Universidad de Edimburgo. Durante una temporada se dedicó, como su padre, al negocio del té, viajando a Leigh y a Australia. A su regreso a Edimburgo en 1856 ejerció de ayudante de James David Forbes, trabajando principalmente en la radiación del calor. En 1859 fue designado director del Observatorio Kew, época en la que se interesó por la meteorología y el magnetismo terrestre. En 1860 fue aceptado miembro de la Royal Society de Londres, y en 1868 recibió la medalla Rumford, entregada por la sociedad mencionada. En 1870, año en el que sufrió serias lesiones causadas por un accidente ferroviario, fue nombrado catedrático de física en el Owens College de Mánchester.

## Obra
Al igual que James David Forbes, Stewart se interesó por temas relacionados con el calor, la meteorología y el magnetismo terrestre. En 1858 terminó sus primeras investigaciones sobre la radiación del calor, las cuales supusieron una extensión a la denominada «ley de intercambios» de Pierre Prévost y demostraron que la radiación no sólo se produce en la superficie de los cuerpos, sino también en su interior. También demostró que el poder de radiación y de absorción de una sustancia debe ser idéntico, tanto en el total de sus partes como en cada una de ellas. Otros trabajos de importancia en este campo son:
- Observations with a Rigid Spectroscope («Observaciones con un espectroscopio rígido»)
- Heating of a Disc by Rapid Motion in Vacuo («Calentamiento de un disco por movimiento rápido en el vacío»)
- Thermal Equilibrium in an Enclosure Containing Matter in Visible Motion («Equilibrio térmico en un recinto que contiene materia en movimiento visible»)
- Internal Radiation in Uniaxial Crystals («Radiación interna en cristales uniaxiales»)

Fue también autor de varios libros de texto de ciencia, además de componer el artículo sobre «magnetismo terrestre» (Terrestrial Magnetism) en la novena edición de la Enciclopedia Británica. Escribió The Unseen Universe («El universo oculto») junto con Peter Guthrie Tait, de forma anónima en su primera publicación, el cual combatía la noción de la incompatibilidad entre ciencia y religión.